# Эрмитажный мост
Эрмита́жный мост — автодорожный железобетонный арочный мост через Зимнюю канавку, соединяет 1-й и 2-й Адмиралтейские острова в Центральном районе Санкт-Петербурга. Это старейший каменный мост Санкт-Петербурга. Вид на Эрмитажный мост со стороны Миллионной улицы — один из узнаваемых символов города. Объект культурного наследия России федерального значения.

## Расположение
Расположен по линии Дворцовой набережной между зданиями Эрмитажного театра (дом № 32) и Большого (Старого) Эрмитажа (дом № 34) у истока Зимней Канавки.
Ниже по течению находится 1-й Зимний мост.
Ближайшие станции метрополитена — «Адмиралтейская» (1,0 км), «Невский проспект» (1,2 км), «Гостиный двор» (1,2 км).

## Название
20 апреля 1738 года мост получил название Верхний Набережный. Однако это название фактически не употреблялось. В середине XVIII века возникло название Зимнедворцовый мост по Зимнему дворцу, а с конца XVIII века мост стал Дворцовым. С 1829 года за ним закрепилось современное название – Эрмитажный, по зданиям Малого Эрмитажа и Старого Эрмитажа.

## История
Первый деревянный подъёмный мост на этом месте был построен в 1718—1720 годах, сразу после прорытия канала у Зимнего дворца Петра I. Проект моста составил Харман ван Болес. Мост был балочным трёхпролётным на свайных опорах. Средний разводной пролёт, состоящий из двух полотен, раскрывался в разные стороны вокруг горизонтальных осей. На протяжении почти полувека мост периодически перестраивался. Постоянный каменный мост был построен в 1763—1766 годах, одновременно с возведением гранитных набережных Невы, став первым каменным мостом в городе. Мост имел однопролётное строение в виде свода из кирпича и известняка с прокладными рядами и фасадными арками из гранита. Береговые опоры бутовой кладки с гранитной облицовкой, ограждение — сплошные гранитные парапеты.
В таком виде (с рядом последующих ремонтов) мост сохранился до 1933 года. При техническом обследовании моста, проведенном в 1933 году, выяснилось, что кладка тела свода пришла в полное расстройство: швы местами разошлись, часть камней выпала, внутренняя поверхность свода разрушена морозом на глубину до 10 см. В 1934 году кирпично-плиточный свод моста был заменён на железобетонный (монолитный бесшарнирный) с выносными пятами и внутренним очертанием по эллипсу с уширением на 1,44 м. Устои переложили, забив новые сваи, уклоны съездов были значительно смягчены за счёт снижения проезжей части над замком на 50 см. При этом внешний облик моста был сохранён. Проект переустройства Эрмитажного моста был составлен инженером А. Д. Саперштейн и архитектором К. М. Дмитриевым. Около 1950 года в ходе реконструкции был восстановлен архитектурный декор пандусов.

## Конструкция
Мост однопролётный арочный со сплошным железобетонным бесшарнирным сводом. Устои моста из бутовой кладки на свайном основании, облицованы гранитом. Толщина железобетонного свода в замке — 25 см, у пят — 45 см; размеры свода эллиптической формы в свету составляют 9,73 м, при стреле подъёма его внутреннего очертания 3 м. Фасады облицованы гранитом с рустовым камнем в замке. Длина моста составляет 12,2 м (24,8 м по задним граням устоев), ширина — 15,2 м (16,5 м по карнизам).
Мост предназначен для движения автотранспорта и пешеходов. Проезжая часть моста включает в себя 2 полосы для движения автотранспорта. Покрытие проезжей части — асфальтобетон, на тротуарах уложены гранитные плиты. Тротуары отделены от проезжей части гранитным поребриком. В качестве ограждений использованы глухие гранитные парапеты. Тротуары моста и набережных сопряжены ступенями.

## Мост в искусстве
По сюжету оперы Петра Ильича Чайковского «Пиковая дама», в третьем действии Лиза бросается с Эрмитажного мостика в воды Зимней канавки, после того как от неё убегает помешавшийся на трёх картах Герман. Этот элемент сюжета отсутствует в повести Пушкина «Пиковая дама», и появляется под влиянием реального факта самоубийства некой Юлии Перовой, совершенного на этом месте на почве несчастной любви и описанного в одной из петербургских газет 1868 года. В 1890 году П. И. Чайковский пересылает вырезку из газеты своему брату Модесту с просьбой включить самоубийство Лизы в либретто оперы. Отсюда происходит второе популярное название этого моста — «Мостик Лизы».
- Зимняя канавка. Гравюра Е. Г. Виноградова по рисунку М. И. Махаева. 1753 год
- Вид на Эрмитажный мост. Литография. 1820-е